# 舊薩瓦橋

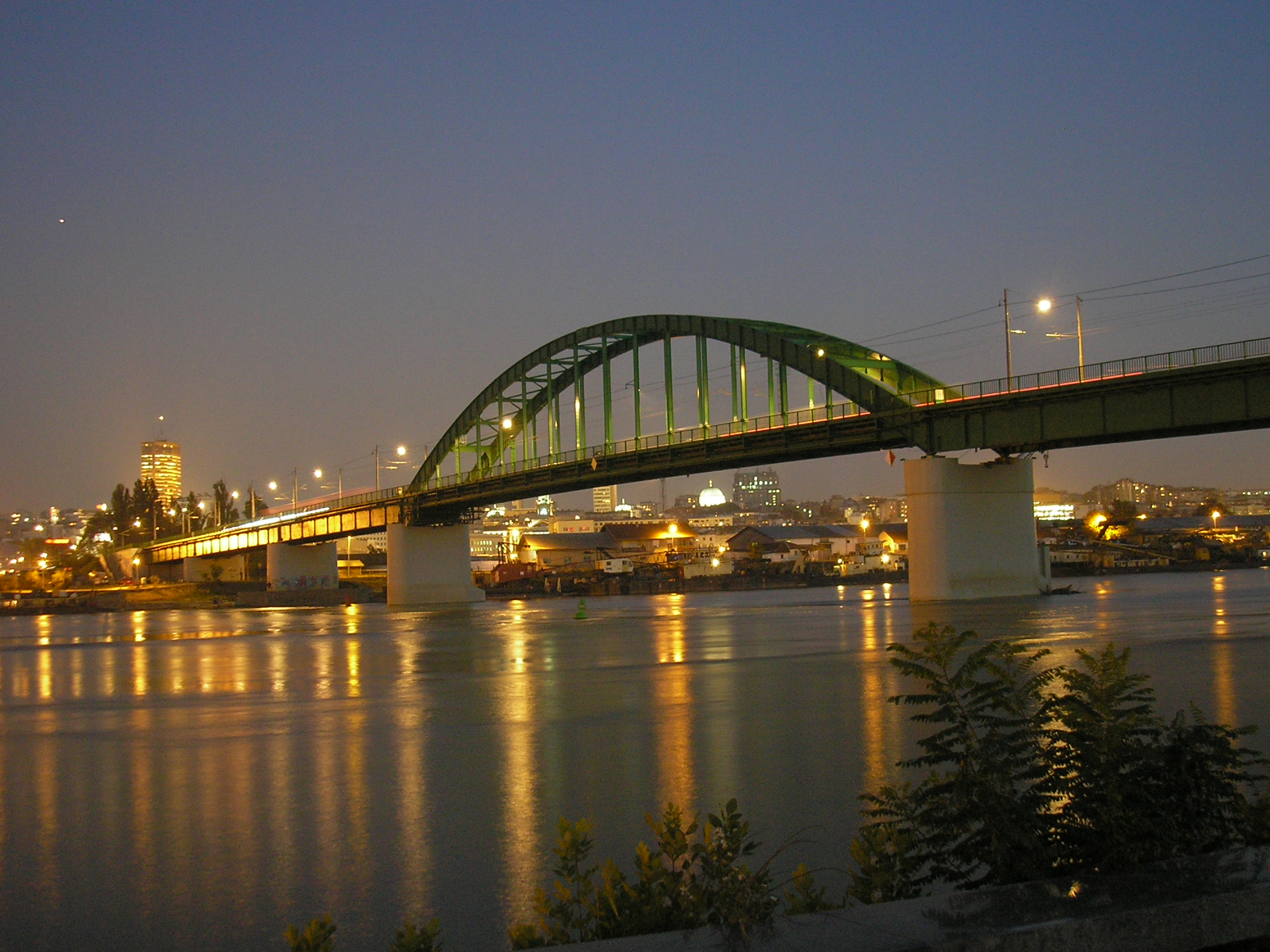
舊薩瓦橋

舊薩瓦橋（羅馬化：Stari savski most）是塞爾維亞首都貝爾格萊德的一座橋樑，全長430-（1,410-英尺），寬40-（130-英尺），橫跨薩瓦河。這座橋樑是貝爾格萊德最小的橋樑，是一座公路和路面電車兩用橋。橋中央兩根橋柱之間的跨度達157米（515英尺）。